# Bahnhof Alzey
Der Bahnhof Alzey ist neben den Bahnhaltepunkten Alzey Süd und Alzey West eine von drei Bahnstationen im Stadtgebiet der rheinhessischen Stadt Alzey. Er wird heute vom Bahnhofsmanagement Mainz verwaltet.

## Geschichte
Der Bahnhof wurde 1871 im Zuge des Baus der Bahnstrecke Alzey–Mainz und der Rheinhessenbahn von der Hessischen Ludwigsbahn errichtet. Drei Jahre später folgte der Anschluss an die Donnersbergbahn nach Kirchheimbolanden und Marnheim. Zuletzt wurde am 28. September 1896 die Nebenbahn nach Bodenheim feierlich eröffnet, diese wurde nach knapp 90 Jahren, 1985 im Personenverkehr und 1995 auch im Güterverkehr eingestellt.
Das Empfangsgebäude wurde ebenso wie der in der Nähe befindliche Güterbahnhof aus Flonheimer Sandstein erbaut. Die Bahnhofsrestauration hatte in den 1920er Jahren zwei Wartesäle für die 1. und 2. Klasse sowie für die 3. und 4. Klasse. 1922 wurden Güterabfertigung und Eilgutabfertigung zusammengelegt.
Am Mittag des 19. Oktober 1944 wurde das Empfangsgebäude durch einen Bombenangriff zerstört. Bis Ende der 1950er Jahre diente eine Baracke als Ersatz. Zunächst wurde 1951 ein neues Stellwerk in Betrieb genommen. 1952 wurde das bis dahin selbständige Bahnbetriebswerk Alzey aufgelöst, das Bahnbetriebswerk Worms übernahm dessen Aufgaben. Der Neubau des Empfangsgebäudes ging dann in mehreren Etappen zwischen 1954 und 1961 in Betrieb.
1954 wurde gegenüber dem Bahnhof ein Bahnhofskino eröffnet.

## Zugbetrieb
Wegen seiner Lage in der Mitte Rheinhessens ist der Bahnhof Alzey mit drei in Betrieb befindlichen Bahnstrecken verbunden:
- Vom Nordosten bis zum Alzeyer Bahnhof verläuft die Bahnstrecke Alzey–Mainz. Von der Landeshauptstadt Mainz nach Alzey und umgekehrt verkehren Regionalbahnen im Stundentakt. Ergänzt wird das Angebot durch ebenfalls im Stundentakt fahrende Regional-Express-Züge. So besteht ein dichter Halbstundentakt von Alzey in die Landeshauptstadt und umgekehrt. Seit dem Fahrplanwechsel 2014/15 am 14. Dezember 2014 sind die Züge der Relation Alzey–Mainz über die Donnersbergbahn von und nach Kirchheimbolanden durchgebunden. Im Berufsverkehr fahren einzelne Züge von und nach Frankfurt am Main über Mainz hinaus.
- Durch komplett Rheinhessen verläuft die so genannte Rheinhessenbahn: die Bahnstrecke von Worms nach Bingen. Sie zieht sich vom Wormser Hauptbahnhof im Südosten durch Alzey bis nach Bingen am Rhein im Nordwesten von Rheinhessen. Hier besteht ein Stundentakt in beide Richtungen. Die Verbindung wird über den Alzeyer Bahnhof stets durch Regionalbahnen hergestellt.
- Durch die teilweise 1999 reaktivierte Donnersbergbahn besitzt Alzey auch einen schnellen Anschluss in die Pfalz. Hier verkehren ebenfalls Regionalbahnen im Stundentakt. Seit Dezember 2014 sind die Züge der Donnersbergbahn von und nach Mainz durchgebunden.
- Bis Mitte der 1980er Jahre war der Alzeyer Bahnhof auch Anfangs- bzw. Endpunkt der Bahnstrecke nach Bodenheim (Amiche).

| Linie | Strecke | Taktfrequenz |
| ----- | --- | ------------ |
| RE13  | Kirchheimbolanden – Freimersheim – Wahlheim – Alzey West – Alzey – Armsheim – Wörrstadt – Saulheim – Nieder Olm – Mainz Hbf (– Mainz Römisches Theater – Rüsselsheim – Flughafen Frankfurt am Main – Frankfurt-Niederrad – Frankfurt am Main) | Stundentakt  |
| RB31  | Kirchheimbolanden – Freimersheim – Wahlheim – Alzey West – Alzey – Albig – Armsheim – Wörrstadt – Saulheim – Nieder Olm – Klein-Winternheim-Ober-Olm – Mainz-Marienborn – Mainz-Gonsenheim – Waggonfabrik – Mainz Hbf (– Mainz Römisches Theater – Mainz-Bischofsheim – Rüsselsheim – Flughafen Frankfurt am Main – Frankfurt-Niederrad – Frankfurt am Main) | Stundentakt  |
| RB35  | Worms Hbf – Monsheim – Alzey – Armsheim – Gau-Bickelheim – Gensingen-Horrweiler – Bingen (Rhein) Stadt | Stundentakt  |

(Stand: 2024)

## Infrastruktur

### Empfangsgebäude
Östlich der Bahnsteige 1 bis 5 schließt sich das Empfangsgebäude des Bahnhofs an. Die Schalterhalle mit der Fahrkartenausgabe ging am 22. Juli 1954 in Betrieb. Es folgten eine Bahnhofsgaststätte mit angeschlossenem Wartebereich. Den Abschluss bildete der zweigeschossige Kubus mit Diensträumen, der 1960/61 fertiggestellt wurde. Im Empfangsgebäude befinden sich ein Kundencenter der Vlexx, eine Autovermietung mit Transportservice sowie eine Gaststätte, die auch den Kiosk am Hausbahnsteig betreibt.

### Personenbahnhof

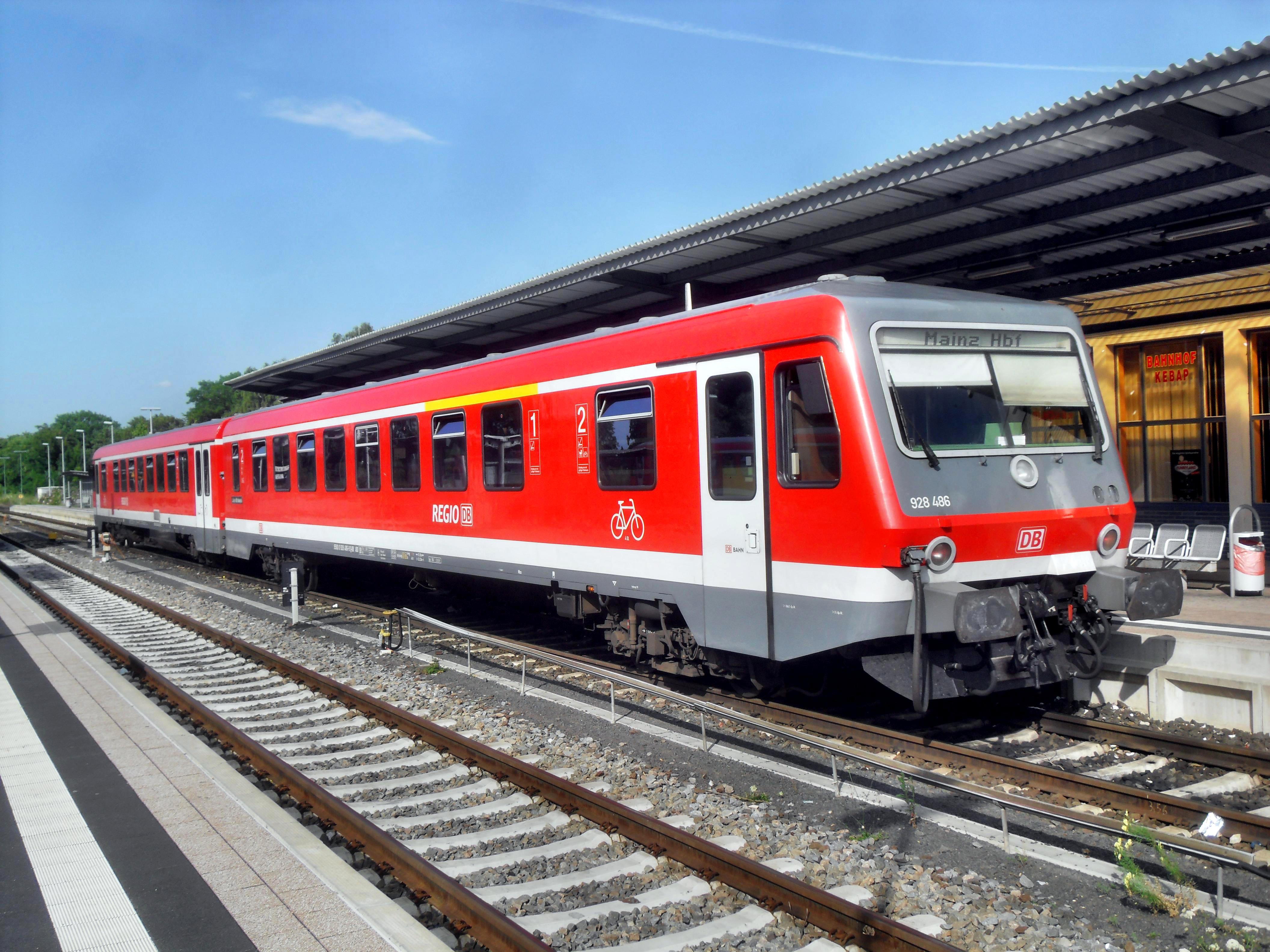
Regionalbahn mit Triebwagen der DB-Baureihe 628 im Alzeyer Bahnhof auf dem Weg nach Mainz Hbf

Der Bahnhof Alzey hat drei Bahnsteige mit insgesamt fünf Gleisen. Gleis 1 ist der Hausbahnsteig.
Die Gleise 1 und 2 werden dabei für die Züge nach Mainz sowie für die Züge von Worms nach Bingen genutzt. Von Gleis 3 fahren in der Regel die Züge von Bingen nach Worms und nach Kirchheimbolanden über die Donnersbergbahn. Der Bahnsteig der Gleise 4 und 5 ist zum größten Teil überwachsen. Im Normalbetrieb wird Gleis 4 vereinzelt für einzelne Züge genutzt, Gleis 5 dient als zusätzliches Abstellgleis. Zu erreichen sind diese Bahnsteige durch eine Personenunterführung. Alle Bahnsteige weisen außerdem eine Länge von 165 Metern auf.
Seit 2024 sind alle Bahnsteige barrierefrei über eine Aufzugsanlage erreichbar und verfügen über eine Bahnsteighöhe von 55 cm.

### Güterbahnhof
Südlich des Bahnhofs Alzey schließt sich der Alzeyer Güterbahnhof an, der allerdings schon vor Jahrzehnten stillgelegt wurde. Die Gebäude sind mittlerweile verkauft und vermietet und auf den Freiflächen des Güterbahnhofs entstand der Busbahnhof sowie ein Einkaufsmarkt.

### Bahnbetriebswerk
Ebenfalls südlich befand sich ein ab 1904 erbautes Eisenbahnbetriebswerk (Bw Alzey) mit 4-ständigem Lokschuppen, Ringlokschuppen mit Drehscheibe und weiteren kleineren Betriebsgebäuden. Das Betriebswerk verlor 1952 seine Eigenständigkeit und wurde eine Außenstelle des Betriebswerkes Worms. In den Folgejahren wurde das Bw dann nach und nach endgültig stillgelegt. Die Drehscheibe ist mittlerweile schon lange entfernt und der Ringlokschuppen an ein Busunternehmen vermietet. Der andere Lokschuppen steht zwar unter Denkmalschutz, ist jedoch unbenutzt und einsturzgefährdet.

### Anschluss an den ÖPNV

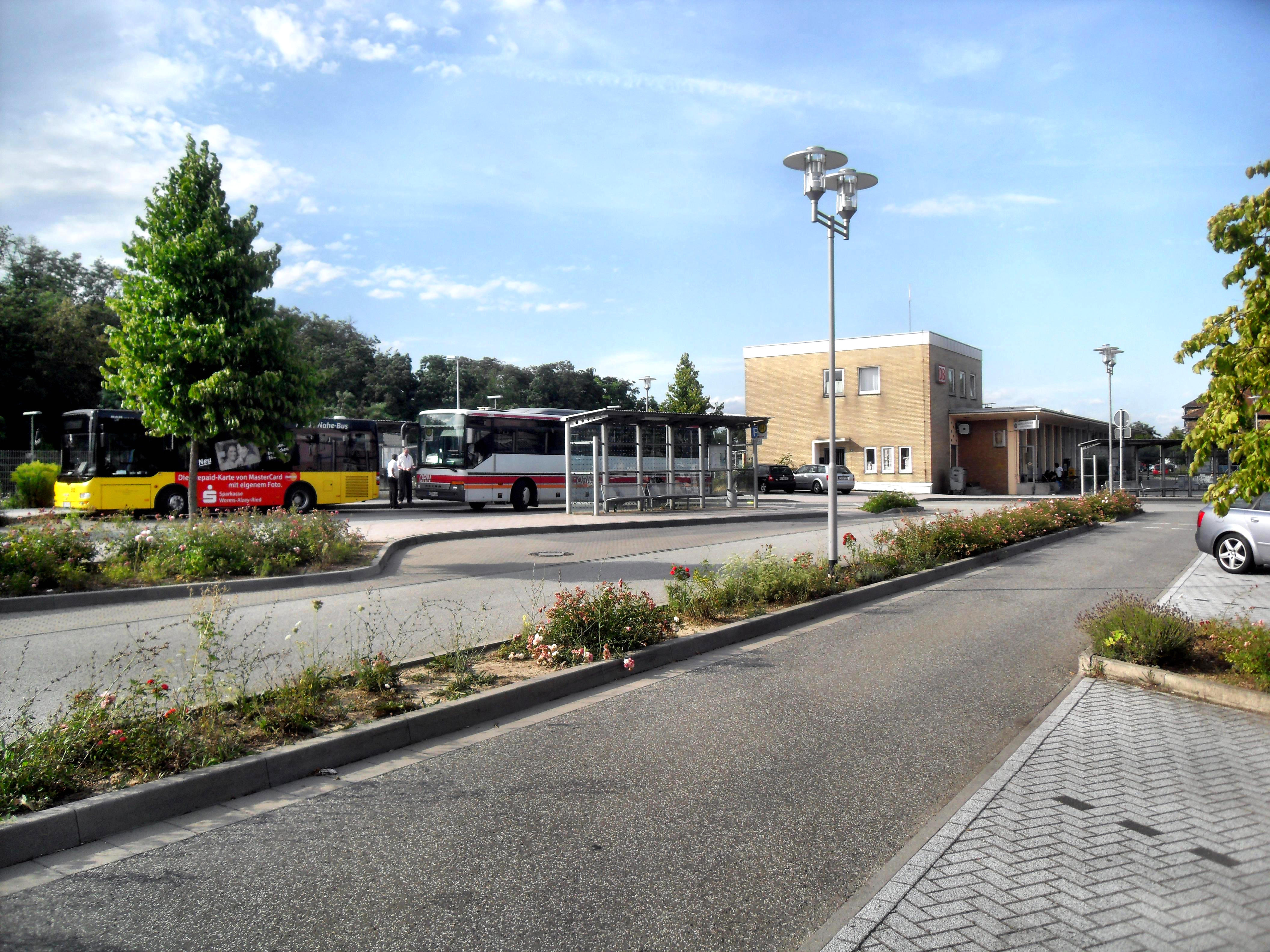
Der Alzeyer Busbahnhof in der Nähe des Bahnhofs Alzey

Südlich des Empfangsgebäudes des Bahnhofs Alzey schließt sich ein Busbahnhof an, an dem zahlreiche Busse des Omnibusverkehr Rhein-Nahe (ORN) und der Busverkehr Rhein-Neckar (BRN) halten: Die ORN-Linien 425, 426, 440, 443, 446, 449, 660 und die BRN-Linien 428, 429, 430, 435 und 438 fahren von Alzey aus ins rheinhessische Umland. Außerdem bietet der ORN die Linie 421 und als so genannte Stadtbus-Linie an, die das Alzeyer Stadtgebiet bedient.
Des Weiteren befinden sich in der Nähe des Empfangsgebäudes zahlreiche Parkplätze.
Auch ist in der Nähe des Bahnhofs Alzey ein Taxi-Stand eingerichtet.

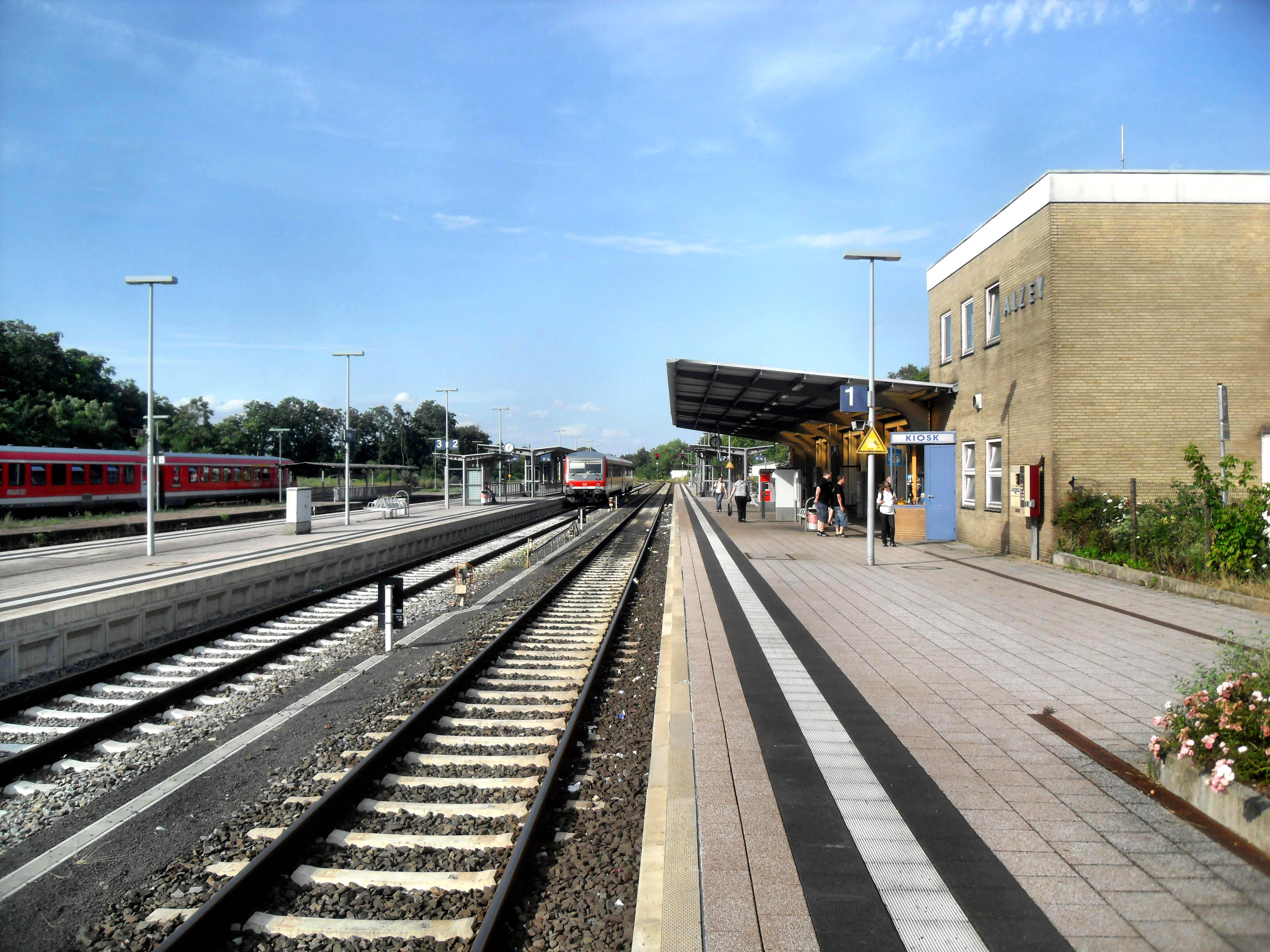
Die Bahnsteiganlagen des Bahnhofs Alzey
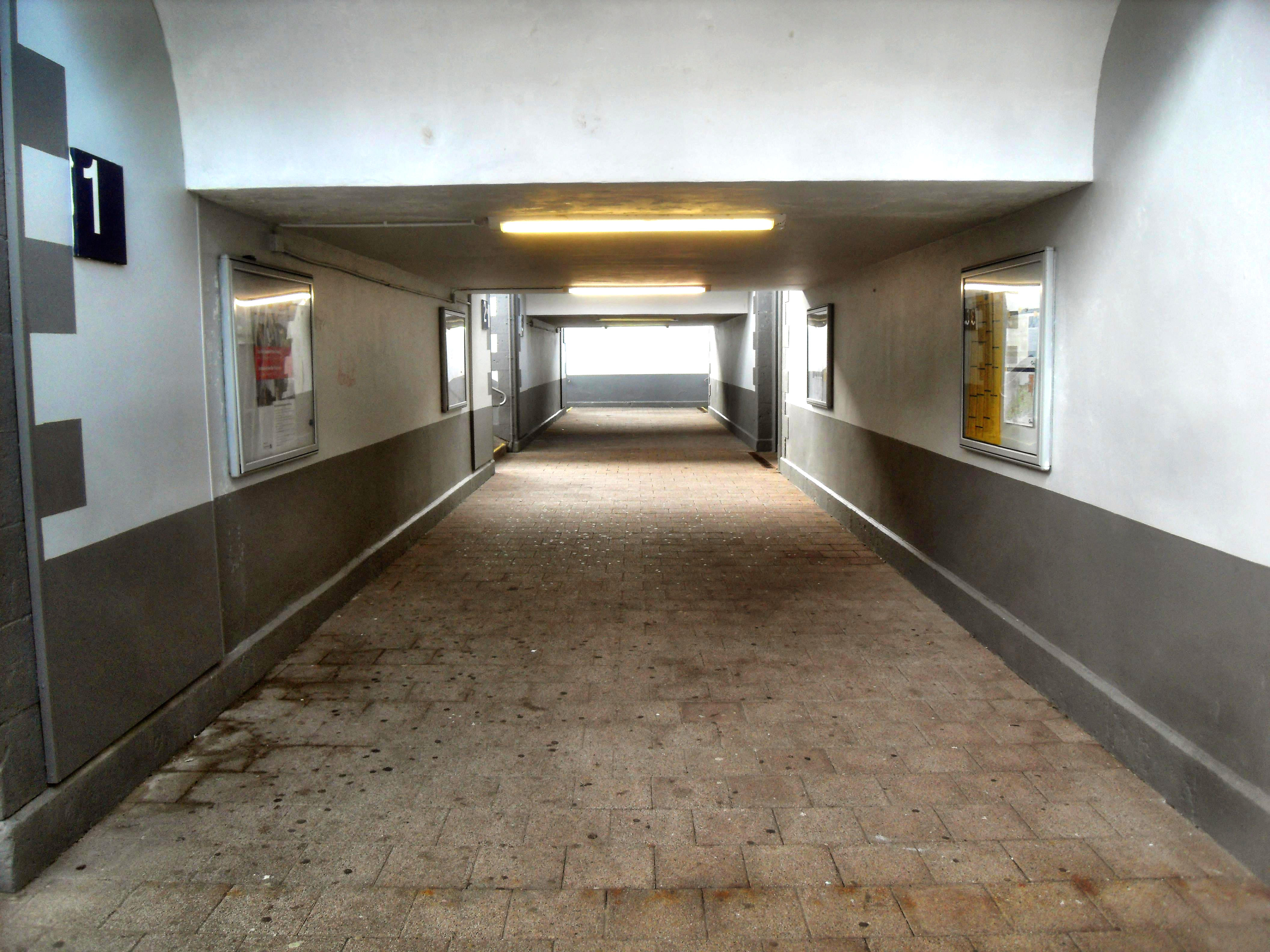
Die Personenunterführung
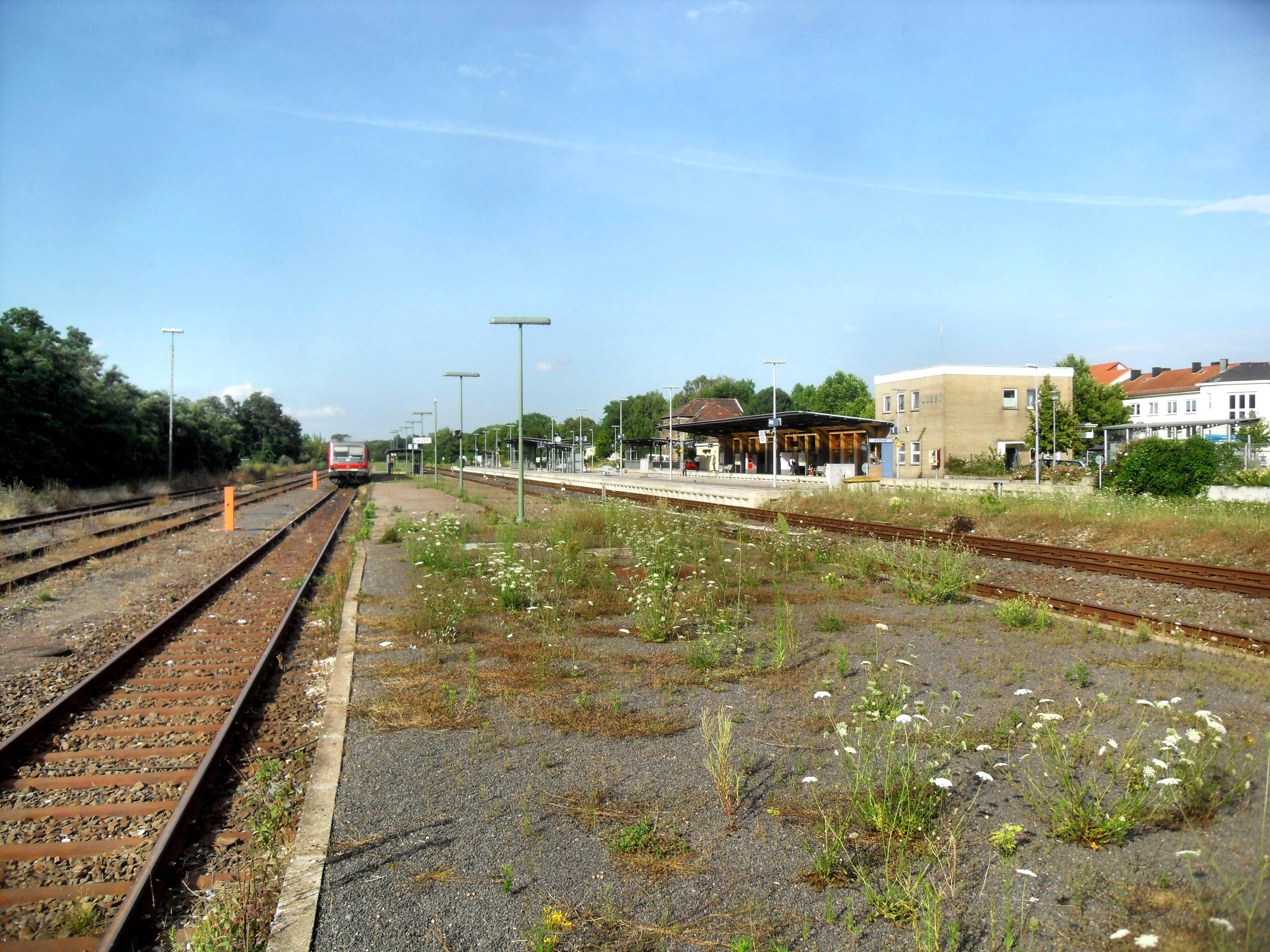
Der verwachsene Bahnsteig zu den Gleisen 4 und 5 des Bahnhofs Alzey